# Poljane (Abbázia)
 Poljane  (olaszul: Pogliane del Quarnero) falu Horvátországban, a Tengermellék-Hegyvidék megyében. Közigazgatásilag Abbáziához tartozik.

## Fekvése
Fiume központjától 14 km-re nyugatra, községközpontjától 4 km-re délnyugatra a Tengermelléken, az Isztria-félsziget északkeleti részén az Učka-hegység lábánál a tengerparttól 1500 méterre fekszik.

## Története
A római uralom előtt területe a libur nép hazája volt, majd a rómaiak után a keleti gótok és a bizánciak uralma következett. A szlávok a 7. században érkeztek ide, azután a frankok uralma következett. A 12. században  területe az aquileai pátriárka fennhatósága alá került. A 14. században került a Habsburgok kezére, akik egészen 1918-ig uralmuk alatt tartották. A 19. század vége felé modern villák és nyaralók épültek. A településnek 1857-ben 958, 1910-ben 1179 lakosa volt.  Az I. világháború után az Olasz Királyság szerezte meg ezt a területet, majd az olaszok háborúból kilépése után 1943-ban német megszállás alá került. 1945 után a területet Jugoszláviához csatolták, majd ennek széthullása után a független Horvátország része lett. A településnek 2011-ben 525 lakosa volt, aki főként a turizmusból éltek.

## Lakosság
| Lakosság változása | Lakosság változása | Lakosság változása | Lakosság változása | Lakosság változása | Lakosság változása | Lakosság változása | Lakosság változása | Lakosság változása | Lakosság változása | Lakosság változása | Lakosság változása | Lakosság változása | Lakosság változása | Lakosság változása | Lakosság változása |
| ------------------ | ------------------ | ------------------ | ------------------ | ------------------ | ------------------ | ------------------ | ------------------ | ------------------ | ------------------ | ------------------ | ------------------ | ------------------ | ------------------ | ------------------ | ------------------ |
| 1857               | 1869               | 1880               | 1890               | 1900               | 1910               | 1921               | 1931               | 1948               | 1953               | 1961               | 1971               | 1981               | 1991               | 2001               | 2011               |
| 958                | 970                | 1029               | 949                | 1099               | 1179               | 1071               | 1073               | 750                | 664                | 634                | 606                | 658                | 723                | 750                | 525                |

## Nevezetességei
Szent Péter tiszteletére szentelt temploma 1869-ben épült.